# 陰陽寮
陰陽寮（おんようりょう、おんようのつかさ）は、日本の律令制において中務省に属する機関のひとつ。占い・天文・時・暦の編纂を担当する部署。「うらのつかさ」とも。

## 概要
四等官制が敷かれ、陰陽頭（おんようのかみ）を始めとする幹部職と、陰陽道に基づく呪術を行う方技（技術系官僚）としての各博士及び陰陽師、その他庶務職が置かれた。陰陽師として著名な安倍晴明は陰陽頭には昇らなかったが、その次男吉昌が昇格している。
博士には陰陽師を養成する陰陽博士、天文観測に基づく占星術を行使・教授する天文博士、暦の編纂・作成を教授する暦博士、漏刻（水時計）を管理して時報を司る漏刻博士が置かれ、陰陽、天文、暦3博士の下では学生（がくしょう）、得業生（とくごうしょう）が学ぶ。宣明暦が、862年2月3日（貞観4年1月1日）から1685年2月3日（貞享元年12月30日）の823年間使用された。天文博士は、天体を観測して異常があると判断された場合には天文奏や天文密奏を行う例で、安倍晴明も任命されている。
飛鳥時代（7世紀後半）に天武天皇により設置され、明治2年（1869年）に時の陰陽頭、土御門晴雄が薨じたのを機として翌年廃止された。なお、天平宝字2年（758年）から8年までは、藤原仲麻呂による官号改易（仲麻呂失脚後、復旧）により、「太史局」と称されていた。
なお、日本の陰陽寮のモデルとなったのは、唐において天文・暦法・漏刻を扱った太史局であったと考えられているが、唐では占卜方術を管轄していた太卜署に相当する機関が日本では設置されずに陰陽寮の職掌に含まれ、しかもこちらの方に重きを置かれた（陰陽道系の官人の方が比較的官位相当が高い）のが特徴と言える。

## 職員
| 従五位 | 上 |                                |
| 従五位 | 下 | 頭                             |
| 正六位 | 上 |                                |
| 正六位 | 下 |                                |
| 従六位 | 上 | 助・権助                       |
| 従六位 | 下 |                                |
| 正七位 | 上 |                                |
| 正七位 | 下 | 陰陽博士 天文博士              |
| 従七位 | 上 | 允（大允・少允） 陰陽師 暦博士 |
| 従七位 | 下 | 漏刻博士                       |
| 正八位 | 上 |                                |
| 正八位 | 下 |                                |
| 従八位 | 上 |                                |
| 従八位 | 下 | 大属                           |
| 大初位 | 上 | 少属                           |
| 大初位 | 下 |                                |

陰陽頭（おんようのかみ）
長官として陰陽寮を統括し、天文、暦、風雲、気色のすべてを監督する。異常発生時には外部に漏れることなくこれを記録密封し極秘に上奏し（天文密奏）、暦博士が作成した新年の暦を毎年11月1日までに調進（御暦奏）、また都度占筮及び地相の結果を上奏する職務。定員1名で官位は従五位下相当。
陰陽助（おんようのすけ）
陰陽頭の補佐業務を行った次官。従六位上相当。定員は初め1名であったが後に権官も置かれるようになった（下述）。
陰陽允（おんようのじょう）
判官（第3等官）。寮内を糾見し書類の審査など寮内事務全般の管理を行った。従七位上相当。定員は初め1名で後に大允（たいじょう）と少允（しょうじょう）の2名が置かれた（下述）。
陰陽大属（おんようのたいぞく）・同少属（しょうぞく）
主典（第4等官）。大属は公文書の記載・読上げなどの記録実務を、少属は大属を補佐する記録実務を行った。定員各1名。大属は従八位下、少属は大初位上相当。
陰陽師
占筮（吉凶を占うこと）、地相（方位を観ること）の専門職。従七位上相当で定員は6名。
陰陽博士
陰陽道の主担当者。修習生である陰陽生（おんようのしょう）を指導する。定員1名。正七位下相当。天文博士と同様に高い位に設定されている。
天文博士
天文道の主担当者。「天文の気色を観測して異変があれば部外に漏れぬようこれを密封する」とともに、修習生である天文生（てんもんのしょう）を指導する。定員1名で正七位下相当。正七位下の官位は他の博士よりも高いが、これは陰陽諸道の中では天文道（天文学）が最も難しいとされたためである。
暦博士
暦道の主担当者。暦の作成・編纂・管理を担当し、修習生である暦生（れきのしょう）を指導する。定員1名。従七位上相当。
漏刻博士
時間管理の主担当者。漏刻（水時計）の設計・管理を指導し、実際に守辰丁を率いて漏刻を稼動させ、その目盛りを読み時刻を管理する職務。2交代制のため定員は2名。従七位下相当。
学生・得業生
博士の下で各道を修める学生（修習生）で、天文、陰陽、暦の3道それぞれに各10名が配され、また博士を目指す得業生（2から3名）も置かれた。
守辰丁（しゅしんちょう）
漏刻博士の管理の下で漏刻を測り、毎時ごとに鳴り物（太鼓、鐘鼓）を打ち鳴らして時報を知らせる実務担当者。定員20名。
使部（じぶ）・直丁（じきちょう）
陰陽寮以外にも各省・寮に共通に配置された庶務職で、使部は定員20名、直丁は定員2名。
官人の肥大化に伴い本来は員外配置である権官（律令本来の定めにはない運用法で、当初の実態は該当職務を行わないにもかかわらず該当職と同等の待遇とする暫定名誉職位であり、正規の任命ではない「仮」という意味の「権（ごん）」を冠せられた待遇職のことであったが、後に常設化されると正官と同等かそれに近い権限を持つようになった）等が常態化する。「助」の権官である陰陽権助（ごんのすけ）が正官の陰陽助同様従六位を与えられて陰陽頭の補佐を行うようになり、允も陰陽大允と同少允各1名が置かれ、少允は大允を補佐する立場をとったが官位は双方同格の従七位上とされた。
方技においても各博士を補佐する権博士（ごんのはくじ）が常設化されたが（天文権博士・陰陽権博士・暦権博士・漏刻権博士）、こちらの官位はすべて各正博士よりも一段階低く設定され、学生も大学寮の修業生（しゅうぎょうのしょう）の運用にならって、天文得業生（てんもんとくごうしょう）（定員2名）、陰陽得業生（おんようとくごうしょう）（定員3名）、暦得業生（れきとくごうしょう）（定員2名）が、各博士職や陰陽師職の後任候補として設置された。
なお、漏刻部門に関しては、唐と同じく漏刻博士は設置されていたものの、漏刻生・漏刻得業生は設けられなかった。そもそも唐の制度では漏刻の実務を行う職として挈壺正・司辰・漏刻典事が別に設けられて漏刻博士は漏刻生を教育することを専門としていたが、日本の制度では挈壺正・司辰・漏刻典事が置かれず漏刻博士がその任を務め、また本来の漏刻博士の職掌であった教育対象である漏刻生も置かれない、など、日本と唐の制度の間に大きな違いが生じていたが、その事情については不明である。
また、庶務職においても史生と寮掌が新設された。陰陽史生（おんようのししょう）（定員不明）は文書の複写や寮内で稟議書を届けて回る伝令として用いられたようであるが、史生職は現存する記録が不充分でその実態は明らかにされておらず、本来律令で定められた使部（じぶ）の一部が転用されたとする説や新規に職制として設置されたとする説がある。